# Stenodema virens
Stenodema virens är en insektsart som först beskrevs av Carl von Linné 1767.  Stenodema virens ingår i släktet Stenodema och familjen ängsskinnbaggar. Arten är reproducerande i Sverige. Inga underarter finns listade i Catalogue of Life.